# Torta di castagne d'acqua
La torta di castagne d'acqua (cinese tradizionale: 馬蹄糕; cinese semplificato: 马蹄糕; cantonese Yale: máhtài gōu) è un dolce cantonese a base di castagne d'acqua cinesi tritate, servito come dim sum. Quando viene servita come dim sum, la torta viene solitamente tagliata a fette quadrate e fritta in padella prima di essere servita. È morbida, ma mantiene la sua forma dopo la frittura. A volte la torta è fatta con castagne d'acqua tritate incastonate in ogni pezzo quadrato. Una delle principali caratteristiche distintive del piatto è il suo aspetto traslucido.
È uno dei piatti standard della cucina dim sum di Hong Kong ed è disponibile anche in alcuni ristoranti selezionati di Chinatown all'estero.